# Jeremy Foley
Pour les articles homonymes, voir Foley.
Jeremy Foley est un acteur, réalisateur, scénariste et producteur américain, né le 20 février 1983 à Albuquerque au Nouveau-Mexique.

## Biographie
Jeremy Foley a tourné plusieurs films et séries télévisées durant son adolescence. Il a remporté le Young Artist Award du meilleur acteur dans un second rôle pour son interprétation dans le film Le Pic de Dante (1997). Il a également prêté sa voix au personnage de Casper le gentil fantôme dans deux films et joué l'un des rôles principaux de la série Caitlin Montana.

## Filmographie

### En tant qu'acteur

#### Longs métrages
- 1997 : Le Pic de Dante (Dante's Peak) de Roger Donaldson : Graham Wando
- 1997 : Casper, l'apprenti fantôme (Casper: A Spirited Beginning) de Sean McNamara : Casper (voix)
- 1997 : The Ugly Duckling de David Elvin et Martin Gates : Podge (voix)
- 1998 : Casper et Wendy (Casper Meets Wendy) de Sean McNamara : Casper (voix)
- 1999 : Soccer Dog (Soccer Dog: The Movie) de Tony Siglio : Clay
- 2000 : Diaries of Darkness de Lucas Lowe
- 2007 : Blink de Craig Miller : Oliver
- 2010 : The Guardians de Chris Hummel : un membre du groupe
- 2011 : Action News 5 d'Eric Pham : Nick Carraway

#### Court métrage
- 2010 : Roommate Wanted de Jeremy Foley et Kyle Sabihy : Jeremy

#### Téléfilms
- 1998 : Marabunta, l'invasion souterraine (Legion of Fire: Killer Ants!) de Jim Charleston et George Manasse : Chad Croy
- 1999 : Stray Dog de Shawn Levy : Griffen Lowe

#### Séries télévisées
- 1997 : Chicago Hope : La Vie à tout prix (Chicago Hope) : Rafael Robling (saison 3, épisode 18 : Growing Pains)
- 1997 : Buffy contre les vampires : Billy Palmer (saison 1, épisode 10 : Nightmares)
- 1997 : Hiller and Diller : le petit-ami de Lizzie (saison 1, épisode 7 : Butterfly Kisses)
- 1998 : Les Anges du bonheur (Touched by an Angel) : Michael (saison 4, épisode 24 : Elijah)
- 1998 : Maggie : Bobby (saison 1, épisode 5 : If You Could See What I Hear)
- 1998 : Batman : Nick (voix ; saison 2 épisode 6 : Legends of the Dark Knight)
- 2000-2002 : Caitlin Montana (Caitlin's Way : Griffen Lowe (52 épisodes)

### En tant que réalisateur

#### Courts métrages
- 2010 : Roommate Wanted (coréalisé avec Kyle Sabihy)
- 2015 : Fated
- 2018 : The Faceless Man

#### Séries télévisées
- 2011-2013 : Mobsters (8 épisodes)
- 2012 : Fletcher Drive (saison 1, épisode 1 : The Intervention)
- 2014 : The Mamaluke (épisode A Bump in the Road)

### En tant que scénariste

#### Courts métrages
- 2010 : Roommate Wanted de lui-même (coréalisé avec Kyle Sabihy)
- 2018 : The Faceless Man de lui-même

#### Série télévisée
- 2011-2013 : Mobsters (8 épisodes)

### En tant que producteur

#### Courts métrages
- 2010 : Roommate Wanted de lui-même (coréalisé avec Kyle Sabihy)
- 2015 : Fated de lui-même
- 2018 : The Faceless Man de lui-même

#### Série télévisée
- 2011-2013 : Mobsters (8 épisodes)